# Paolo Negro
Paolo Negro (Arzignano, 16 april 1972) is een voormalig voetballer uit Italië, die als verdediger uitkwam voor achtereenvolgens Bologna, Brescia, Lazio Roma en AC Siena.

## Interlandcarrière
Negro kwam tussen 1994 en 2000 tot acht officiële interlands voor Italië. Onder leiding van bondscoach Arrigo Sacchi maakte hij zijn debuut voor de nationale ploeg op 16 november 1984 in de EK-kwalificatiewedstrijd tegen Kroatië (1-2) in Palermo, net als Roberto Di Matteo.

## Erelijst
Lazio Roma
- Serie A

2000
- Coppa Italia

1998, 2000, 2004
- Supercoppa Italiana

1998, 2000
- Europacup II

1998-99
- UEFA Super Cup

1999